# Tumbaga
Tumbaga je legura zlata i bakra, najčešće u omeru 20—30% zlata i 70—80% bakra, a u leguri je obično bilo prisutno i srebro. 
Naziv legure potiče od Španaca koji su se sa ovom legurom susretali u španskoj kruni pripojenim zemljama srednje i Južne Amerike. 
Indijanci su tumbagu uveliko koristili u izradi nakita i posuda. Dodatnom obradom ova je legura dobijala boju čistog zlata - smatra se da su predmeti kuvani u nekom biljnom soku bogatom organskim kiselinama koje bi površinski uklonile bakar i srebro, te bi na površini nastao sloj zlata.

## Dodatna literatura
1. Selwyn, L. Metals and Corrosion — A Handbook for Conservation Professional, Ottawa 2004.
2. Sánchez Montañés, E. Orfebrería precolombina y colonial : oro y plata para los dioses. Ed. Anaya. Madrid, 1988.

## Spoljašnje veze
- The "Tumbaga" Saga: Treasure of the Conquistadors. Book about Tumbaga Bars Архивирано на веб-сајту  (16. јул 2011)